# Perú en la clasificación de Conmebol para la Copa Mundial de Fútbol de 2006
La Selección de fútbol del Perú fue una de las diez selecciones de fútbol que participaron en la clasificación de Conmebol para la Copa Mundial de Fútbol de 2006, en la que se definieron los representantes de Conmebol para la Copa Mundial de Fútbol de 2006, que se desarrolló en Alemania.

## Sistema de juego
La etapa preliminar —también denominada eliminatorias— se jugó en América del Sur, desde el 6 de septiembre de 2003 y finalizó el 11 de octubre de 2005. En las eliminatorias, se jugaron 18 fechas con el formato de todos contra todos, con partidos de ida y vuelta.
El torneo definió cinco equipos que representaron a la Confederación Sudamericana de Fútbol en la Copa Mundial de Fútbol. Los cuatro mejor posicionados, se clasificaron directamente al mundial mientras que el quinto ubicado, Uruguay, jugó repesca intercontinental frente a Australia.

## Tabla final de posiciones
| Selección | Pts | PJ | PG | PE | PP | GF | GC | Dif |
| --------- | --- | -- | -- | -- | -- | -- | -- | --- |
| Brasil    | 34  | 18 | 9  | 7  | 2  | 35 | 17 | 18  |
| Argentina | 34  | 18 | 10 | 4  | 4  | 29 | 17 | 12  |
| Ecuador   | 28  | 18 | 8  | 4  | 6  | 23 | 19 | 4   |
| Paraguay  | 28  | 18 | 8  | 4  | 6  | 23 | 23 | 0   |
| Uruguay   | 25  | 18 | 6  | 7  | 5  | 23 | 28 | -5  |
| Colombia  | 24  | 18 | 6  | 6  | 6  | 24 | 16 | 8   |
| Chile     | 22  | 18 | 5  | 7  | 6  | 18 | 22 | -4  |
| Venezuela | 18  | 18 | 5  | 3  | 10 | 20 | 28 | -8  |
| Perú      | 18  | 18 | 4  | 6  | 8  | 20 | 28 | -8  |
| Bolivia   | 14  | 18 | 4  | 2  | 12 | 20 | 37 | -17 |

### Evolución de las posiciones
| Equipo / Fecha | 1   | 2   | 3   | 4   | 5   | 6   | 7   | 8   | 9   | 10  | 11  | 12  | 13  | 14  | 15  | 16  | 17  | 18  |
| -------------- | --- | --- | --- | --- | --- | --- | --- | --- | --- | --- | --- | --- | --- | --- | --- | --- | --- | --- |
| Perú           | 2.º | 4.º | 5.º | 6.º | 7.º | 6.º | 7.º | 8.º | 9.º | 9.º | 7.º | 9.º | 7.º | 9.º | 8.º | 9.º | 9.º | 9.º |

### Puntos obtenidos contra cada selección durante las eliminatorias
La siguiente es una tabla detallada de los 18 puntos obtenidos contra cada una de las 9 selecciones que enfrentó la Selección peruana durante las eliminatorias. 
| VS        | Bandera de Argentina | Bandera de Bolivia | Bandera de Brasil | Bandera de Chile | Bandera de Colombia | Bandera de Ecuador | Bandera de Paraguay | Bandera de Uruguay | Bandera de Venezuela | Total |
| --------- | -------------------- | ------------------ | ----------------- | ---------------- | ------------------- | ------------------ | ------------------- | ------------------ | -------------------- | ----- |
| Local     | 0                    | 3                  | 1                 | 3                | 0                   | 1                  | 3                   | 1                  | 1                    | 13/27 |
| Visitante | 0                    | 0                  | 0                 | 0                | 0                   | 1                  | 1                   | 3                  | 0                    | 5/27  |
| Total     | 0                    | 3                  | 1                 | 3                | 0                   | 2                  | 4                   | 4                  | 1                    | 18/54 |

## Partidos

### Primera vuelta
| 6 de septiembre de 2003, 20:20 (UTC-5) | Perú                                             | 4:1 (2:1) | Paraguay    | Estadio Nacional del Perú, Lima                             |                                                             |
|                                        | Solano 34' · Mendoza 42' · Soto 83' · Farfán 90' | Reporte   | Gamarra 24' | Asistencia: 42.557 espectadores Árbitro(s): Héctor Baldassi | Asistencia: 42.557 espectadores Árbitro(s): Héctor Baldassi |

| 9 de septiembre de 2003, 21:10 (UTC-4) | Chile                        | 2:1 (1:0) | Perú        | Estadio Nacional de Chile, Santiago                        |                                                            |
|                                        | Pinilla 35' · Norambuena 70' | Reporte   | Mendoza 57' | Asistencia: 54.303 espectadores Árbitro(s): Daniel Giménez | Asistencia: 54.303 espectadores Árbitro(s): Daniel Giménez |

| 16 de noviembre de 2003, 16:00 (UTC-5) | Perú       | 1:1 (0:1) | Brasil        | Estadio «Monumental de Ate», Lima                      |                                                        |
|                                        | Solano 50' | Reporte   | «Rivaldo» 20' | Asistencia: 50.000 espectadores Árbitro(s): Óscar Ruiz | Asistencia: 50.000 espectadores Árbitro(s): Óscar Ruiz |

| 19 de noviembre de 2003, 17:00 (UTC-5) | Ecuador | 0:0     | Perú | Estadio Olímpico Atahualpa, Quito                             |                                                               |
|                                        |         | Reporte |      | Asistencia: 34.361 espectadores Árbitro(s): Epifanio González | Asistencia: 34.361 espectadores Árbitro(s): Epifanio González |

| 31 de marzo de 2004, 21:45 (UTC-5) | Perú | 0:2 (0:2) | Colombia                  | Estadio Nacional del Perú, Lima                            |                                                            |
|                                    |      | Reporte   | Grisales 30' · Oviedo 42' | Asistencia: 29.325 espectadores Árbitro(s): Marcio Rezende | Asistencia: 29.325 espectadores Árbitro(s): Marcio Rezende |

| 1 de junio de 2004, 21:40 (UTC-3) | Uruguay    | 1:3 (0:2) | Perú                                  | Estadio Centenario, Montevideo                           |                                                          |
|                                   | Forlán 72' | Reporte   | Solano 13' · Pizarro 18' · Farfán 61' | Asistencia: 30.000 espectadores Árbitro(s): Rubén Selmán | Asistencia: 30.000 espectadores Árbitro(s): Rubén Selmán |

| 6 de junio de 2004, 15:00 (UTC-5) | Perú | 0:0     | Venezuela | Estadio Nacional del Perú, Lima                             |                                                             |
|                                   |      | Reporte |           | Asistencia: 40.000 espectadores Árbitro(s): Jorge Larrionda | Asistencia: 40.000 espectadores Árbitro(s): Jorge Larrionda |

| 4 de septiembre de 2004, 19:00 (UTC-5) | Perú     | 1:3 (0:1) | Argentina                                 | Estadio «Monumental de Ate», Lima                        |                                                          |
|                                        | Soto 62' | Reporte   | Rosales 14' · Coloccini 62' · Sorín 90+2' | Asistencia: 28.000 espectadores Árbitro(s): Carlos Simon | Asistencia: 28.000 espectadores Árbitro(s): Carlos Simon |

| 9 de octubre de 2004, 16:00 (UTC-4) | Bolivia    | 1:0 (0:0) | Perú | Estadio Hernando Siles, La Paz                               |                                                              |
|                                     | Botero 56' | Reporte   |      | Asistencia: 23.729 espectadores Árbitro(s): Mauricio Reinoso | Asistencia: 23.729 espectadores Árbitro(s): Mauricio Reinoso |

### Segunda vuelta
| 13 de octubre de 2004, 17:00 (UTC-4) | Paraguay    | 1:1 (1:0) | Perú       | Estadio Defensores del Chaco, Asunción                 |                                                        |
|                                      | Paredes 13' | Reporte   | Solano 74' | Asistencia: 20.000 espectadores Árbitro(s): Óscar Ruiz | Asistencia: 20.000 espectadores Árbitro(s): Óscar Ruiz |

| 17 de noviembre de 2004, 20:00 (UTC-5) | Perú                      | 2:1 (0:0) | Chile          | Estadio Nacional del Perú, Lima                             |                                                             |
|                                        | Farfán 56' · Guerrero 85' | Reporte   | González 90+1' | Asistencia: 39.752 espectadores Árbitro(s): Héctor Baldassi | Asistencia: 39.752 espectadores Árbitro(s): Héctor Baldassi |

| 27 de marzo de 2005, 16:00 (UTC-3) | Brasil     | 1:0 (0:0) | Perú | Estadio «Serra Dourada», Goiânia                            |                                                             |
|                                    | «Kaká» 74' | Reporte   |      | Asistencia: 49.163 espectadores Árbitro(s): Carlos Amarilla | Asistencia: 49.163 espectadores Árbitro(s): Carlos Amarilla |

| 30 de marzo de 2005, 20:00 (UTC-5) | Perú                     | 2:2 (1:2) | Ecuador                      | Estadio Nacional del Perú, Lima                            |                                                            |
|                                    | Guerrero 1' · Farfán 58' | Reporte   | de la Cruz 4' · Valencia 45' | Asistencia: 40.000 espectadores Árbitro(s): Carlos Chandía | Asistencia: 40.000 espectadores Árbitro(s): Carlos Chandía |

| 4 de junio de 2005, 15:00 (UTC-5) | Colombia                                                  | 5:0 (1:0) | Perú | Estadio Roberto Meléndez, Barranquilla                    |                                                           |
|                                   | Rey 29' · Soto 55' · Ángel 58' · Restrepo 75' · Perea 78' | Reporte   |      | Asistencia: 15.000 espectadores Árbitro(s): Carlos Torres | Asistencia: 15.000 espectadores Árbitro(s): Carlos Torres |

| 7 de junio de 2005, 20:00 (UTC-5) | Perú | 0:0     | Uruguay | Estadio Nacional del Perú, Lima                             |                                                             |
|                                   |      | Reporte |         | Asistencia: 31.515 espectadores Árbitro(s): Héctor Baldassi | Asistencia: 31.515 espectadores Árbitro(s): Héctor Baldassi |

| 3 de septiembre de 2005, 19:00 (UTC-4) | Venezuela                                      | 4:1 (1:0) | Perú       | Estadió José «Pachencho» Romero, Maracaibo                |                                                           |
|                                        | Maldonado 17' · Arango 68' · Torrealba 73' 79' | Reporte   | Farfán 63' | Asistencia: 6.000 espectadores Árbitro(s): Marcio Rezende | Asistencia: 6.000 espectadores Árbitro(s): Marcio Rezende |

| 9 de octubre de 2005, 19:10 (UTC-3) | Argentina                                  | 2:0 (0:0) | Perú | Estadio Antonio Vespucio Liberti, Buenos Aires            |                                                           |
|                                     | Riquelme 81' (pen.) · Guadalupe 90' (a.g.) | Reporte   |      | Asistencia: 36.977 espectadores Árbitro(s): Carlos Torres | Asistencia: 36.977 espectadores Árbitro(s): Carlos Torres |

| 12 de octubre de 2005, 20:00 (UTC-5) | Perú                                         | 4:1 (3:0) | Bolivia       | Estadio Jorge Basadre, Tacna                               |                                                            |
|                                      | Vassallo 11' · Acasiete 38' · Farfán 45' 82' | Reporte   | Gutiérrez 66' | Asistencia: 14.774 espectadores Árbitro(s): Oscar Sequeira | Asistencia: 14.774 espectadores Árbitro(s): Oscar Sequeira |

## Jugadores
Listado de jugadores que participaron en las eliminatorias para la Copa Mundial 2006:
| Nombre                 | Posición      | Club                      |
| ---------------------- | ------------- | ------------------------- |
| Leao Butrón            | Portero       | Alianza Lima              |
| Erick Delgado          | Portero       | Sporting Cristal          |
| Diego Penny            | Portero       | Coronel Bolognesi         |
| Juan Flores            | Portero       | Universitario             |
| Óscar Ibáñez           | Portero       | Cienciano                 |
| Santiago Acasiete      | Defensa       | Almería                   |
| John Galliquio         | Defensa       | Universitario             |
| Luis Guadalupe         | Defensa       | Universitario             |
| Martín Hidalgo         | Defensa       | FC Saturn                 |
| Jorge Huamán           | Defensa       | San Martín de Porres      |
| José Mendoza           | Defensa       | Universitario             |
| Alessandro Morán       | Defensa       | Cienciano                 |
| Alberto Rodríguez      | Defensa       | Sporting Cristal          |
| Guillermo Salas        | Defensa       | Alianza Lima              |
| José Soto              | Defensa       | Alianza Lima              |
| Juan Manuel Vargas     | Defensa       | CA Colón                  |
| Walter Vílchez         | Defensa       | Club Olimpo               |
| Miguel Villalta        | Defensa       | Sporting Cristal          |
| Marko Ciurlizza        | Mediocampista | Alianza Lima              |
| Juan Cominges          | Mediocampista | Estudiantes de la Plata   |
| Julio García           | Mediocampista | Monarcas Morelia          |
| Juan Carlos Bazalar    | Mediocampista | Cienciano                 |
| Alex Magallanes        | Mediocampista | Universitario             |
| Juan Jayo              | Mediocampista | Alianza Lima              |
| Pedro Alexandro Garcia | Mediocampista | Alianza Atlético          |
| Juan Carlos La Rosa    | Mediocampista | Cienciano                 |
| Aldo Olcese            | Mediocampista | Guangzhou City FC         |
| Hilden Salas           | Mediocampista | Club Melgar               |
| Roberto Palacios       | Mediocampista | LDU Quito                 |
| Edwin Pérez            | Mediocampista | San Martín de Porres      |
| Henry Quinteros        | Mediocampista | Sporting Cristal          |
| Luis Alberto Ramirez   | Mediocampista | Coronel Bolognesi         |
| Miguel Rebosio         | Mediocampista | Real Zaragoza             |
| Nolberto Solano        | Mediocampista | Aston Villa               |
| Jorge Soto             | Mediocampista | Sporting Cristal          |
| Rainer Torres          | Mediocampista | Sporting Cristal          |
| Carlos Zegarra         | Mediocampista | Sporting Cristal          |
| Germán Carty           | Delantero     | Sport Boys                |
| Jefferson Farfán       | Delantero     | PSV Eindhoven             |
| Paolo Guerrero         | Delantero     | Bayern de Múnich          |
| Flavio Maestri         | Delantero     | Shanghái Shenhua          |
| Andrés Mendoza         | Delantero     | Olympique de Marsella     |
| Miguel Mostto          | Delantero     | Cienciano                 |
| Carlos Orejuela        | Delantero     | Cienciano                 |
| Piero Alva             | Delantero     | Universitario             |
| Claudio Pizarro        | Delantero     | Bayern de Múnich          |
| Junior Ross            | Delantero     | Coronel Bolognesi         |
| Roberto Silva          | Delantero     | Delfines de Coatzacoalcos |
| Gustavo Vasallo        | Delantero     | AS Roma                   |

### Goleadores
| Jugadores         | Goles anotados | PJ | Minutos jugados | Tarjetas Amarillas | Doble tarjeta amarilla y tarjeta roja | Tarjetas roja directa |
| ----------------- | -------------- | -- | --------------- | ------------------ | ------------------------------------- | --------------------- |
| Jefferson Farfán  | 7              | 17 |                 | -                  | -                                     | -                     |
| Nolberto Solano   | 4              | 12 |                 | 3                  | -                                     | -                     |
| Paolo Guerrero    | 2              | 8  |                 | 2                  | -                                     | -                     |
| Andrés Mendoza    | 2              | 12 |                 | -                  | -                                     | -                     |
| Jorge Soto        | 2              | 13 |                 | 1                  | -                                     | -                     |
| Gustavo Vassallo  | 1              | 1  |                 | -                  | -                                     | -                     |
| Santiago Acasiete | 1              | 9  |                 | 1                  | -                                     | 1                     |
| Claudio Pizarro   | 1              | 11 |                 | 2                  | -                                     | -                     |